# Davy Crockett
David Crockett o Davy Crockett (Limestone, 17 agosto 1786 – Alamo, 6 marzo 1836) è stato un militare, politico, cacciatore, massone, avventuriero ed eroe popolare del Far West statunitense, entrato nell'immaginario collettivo ispirando numerose opere narrative e cinematografiche.

## Biografia

### Origini e formazione
Nacque nella Contea di Greene, nello Stato del Tennessee, figlio di coloni poveri; dopo aver perso casa e averi nello straripamento del fiume Nolichucky, il padre decise di aprire una locanda in una regione più sicura. Quando fu cresciuto, se ne andò di casa per fare l'aiutante dei carovanieri diretti verso la Virginia e il mandriano; si spinse fino a Boston. Crebbe senza ricevere una vera istruzione e solo poco prima di sposarsi con la prima moglie Polly imparò a leggere e scrivere. Divenne un cacciatore professionista e divenne popolare come cacciatore di orsi.

### Le prime imprese militari
Nel settembre 1813 raggiunse l'esercito del generale Andrew Jackson per combattere come esploratore nella campagna contro gli indiani Creek. Dopo i primi scontri le sorti della guerra si rivelarono incerte e il generale Jackson, deciso ad avere la meglio, ideò un piano di battaglia per intrappolare i Creek nelle acque del fiume Enotachopco. Il piano fallì, ma, grazie a Davy Crockett e agli altri esploratori, gli indiani furono sconfitti. Ritornato alla vita civile, famoso per le gesta contro i Creek, gli abitanti della sua regione lo elessero prima giudice di pace, poi colonnello del reggimento che doveva proteggere le loro abitazioni. Riprese anche l'attività di cacciatore fino a quando si candidò come deputato, venendo eletto nel 1828 al Congresso degli Stati Uniti e poi ancora nella legislatura seguente.

### Le esperienze politiche
Anni prima, il generale Jackson aveva firmato con gli indiani Creek un trattato di pace in base al quale essi potevano occupare per sempre le terre ad est del Mississippi; divenuto presidente degli Stati Uniti, Andrew Jackson decise di proporre un disegno di legge che violava quel trattato. Davy Crockett si oppose in maniera intransigente al progetto di legge, rendendosi conto che gli indiani che lui aveva combattuto erano pacifici contadini e non sarebbe stato giusto respingerli oltre il Mississippi, dove sarebbero stati attaccati da tribù bellicose. Era convinto inoltre che gli indiani avessero gli stessi diritti dei coloni e che il trattato stipulato con loro dovesse essere rispettato.
Davy Crockett e Andrew Jackson erano entrambi del Tennessee, ma si conobbero bene solo durante la difficile campagna di guerra contro i Creek. Quando questi furono sconfitti definitivamente nella battaglia di Teledaga, i due diventarono membri prima dell'Assemblea legislativa e poi del Congresso dell'Unione. In questo periodo della loro vita Davy Crockett e Andrew Jackson, entrambi democratici, si trovarono in disaccordo su due importanti questioni: la questione indiana e la questione texana. Per quanto riguarda la prima, il colonnello Davy Crockett votò contro il presidente Jackson e si oppose in maniera intransigente alla violazione del trattato di pace con i Creek; in merito alla seconda, invece, poiché Jackson sosteneva che il Texas dovesse diventare uno Stato statunitense per annessione solo dopo che i Texani avessero proclamato la loro indipendenza dal Messico, egli sostenne la tesi che i texani dovessero essere aiutati contro i Messicani, cosa che fece. Probabilmente Crockett sentiva la necessità di compiere una grande impresa patriottica per essere rieletto per la quarta volta al Congresso o per diventare Governatore del suo Stato.

### La partecipazione alla rivoluzione texana e la morte
Deluso e disgustato dalla politica, si recò in diverse località dell'Est per promuovere il suo libro A narrative of the life of David Crockett. Tuttavia dopo la terza legislatura non fu più rieletto e lasciò definitivamente Washington pronunciando una frase che divenne celebre: «Potete finire tutti all'inferno, io me ne vado in Texas». Lì prese parte alla guerra per l'indipendenza del Texas dal Messico. Davy Crockett partì con sedici patrioti e, arrivato in Texas, aderì alla rivoluzione texana e raggiunse il forte Alamo. Crockett arrivò a San Antonio de Béxar ai primi di febbraio del 1836; Antonio López de Santa Anna arrivò il 20. Verso la sera del 5 marzo 1836 l'esercito messicano accerchiò Alamo, lo attaccò a colpi di cannone e lo distrusse. Il generale Sam Houston, che aveva cercato di costituire un esercito di duemila texani per sbarrare la strada ai messicani, non era riuscito ad arrivare in tempo.
Davy Crockett e la sua compagnia combatterono fino alla morte. Quando Fort Alamo, sorto alla fine del Settecento da una missione francescana fortificata, venne attaccato dai messicani, era presidiato solo da 188 texani, che dal 23 febbraio al 6 marzo opposero una tenace resistenza al nemico. Il comandante del forte Jim Bowie era gravemente ammalato di tubercolosi, perciò toccò a lui organizzare la resistenza insieme a William B. Travis. Bowie fu trucidato nel suo letto. L'intera guarnigione fu annientata durante la battaglia di Alamo, ma poco tempo dopo il generale Sam Houston sconfisse le truppe messicane di Santa Anna e diventò Governatore del Texas alla fine della guerra d'indipendenza. Lo Stato del Texas divenne statunitense per annessione.

## Controversie
Secondo Paco Ignacio Taibo II, scrittore di origine spagnola e cresciuto in Messico, la temerarietà e il coraggio attribuiti a Crockett non sarebbero reali: Taibo non esita a definire Crockett "vigliacco e ubriacone", definendo falso anche il mito del cappello di procione.

## Cronologia storica
- 1786-1836: nasce presso Limestone, Tennessee; muore ad Alamo, Texas.
- 1812: combatte agli ordini del generale Jackson nella guerra contro gli indiani Creek.
- 1821-1825: entra a far parte dell'Assemblea legislativa del Tennessee.
- 1827-1831: viene eletto come deputato whig dello Stato del Tennessee al Congresso a Washington.
- 1833-1835: viene rieletto per la terza volta.
- 1836: giunge dal Tennessee ad Alamo nel Texas ai primi di febbraio; Antonio López de Santa Anna assedia Forte Alamo dal 23 febbraio al 6 marzo; si conclude il conflitto con la vittoria dei texani nella battaglia di San Jacinto (aprile 1836); il Texas si dichiara indipendente; il generale Sam Houston viene nominato capo del governo.
- 1845: il Texas viene annesso agli Stati Uniti, come stato schiavista, con capitale Austin.

## Testimonianze sulla sua morte
Sulla morte di Davy Crockett il suo biografo E.L. Meadowcroft nel 1970 ha scritto: «L'indomani, all'alba, i messicani posero l'assedio alle mura di Alamo. Il piccolo gruppo di texani che si trovava all'interno del forte si difese valorosamente, ma quando l'attacco terminò dopo un'ora di battaglia, nessuno di loro era vivo». Non è tuttavia chiaro come Crockett sia morto nella battaglia di Alamo, se nello scontro finale del 6 marzo o prima. Susanna Dickinson, moglie di Almaron Dickinson, ufficiale ad Alamo, disse che Crockett morì fuori dalle mura e che fu uno dei primi a cadere.
Secondo la testimonianza di José Enrique de la Peña, ufficiale messicano i cui diari furono pubblicati postumi nel 1955, Crockett e altri cinque o sei vennero catturati quando le truppe messicane si impossessarono di Alamo, intorno alle 6 del mattino. Ritenevano che Santa Anna avesse ordinato di non prendere ostaggi, ma non fu così: vennero fatti prigionieri e giustiziati successivamente. L'unico che sopravvisse alla battaglia, Joe - un giovane schiavo di Travis - disse di aver visto Crockett morto tra altri cadaveri di messicani; solo un altro combattente - Warner, anch'egli catturato dai messicani - venne ucciso in seguito.
Travis aveva scritto che durante il primo bombardamento Crockett era «dappertutto ad Alamo, per animare gli uomini a fare il loro dovere». Altre testimonianze narrano che uccise in rapida successione cinque messicani che cercavano di colpire un cannone del forte; per poco Crockett non riuscì a colpire anche il generale Santa Anna, che pensava di essere sufficientemente al riparo. Secondo la ricostruzione ripresa dallo scrittore messicano Paco Ignacio Taibo II nel suo saggio Alamo, Crockett fu uno dei primi ad arrendersi, nella notte, cercando poi di salvarsi accreditandosi come botanico catturato per un equivoco, ma senza successo.

## Nella cultura di massa

### Iconografia
Davy Crockett viene spesso raffigurato con pantaloni di cuoio e giacche di pelle di daino o camoscio, ornati da una caratteristica sfrangettatura di pelle lungo le gambe, dietro le maniche e in corrispondenza del petto e delle spalle; alla vita porta un grosso cinturone con un pugnale da cacciatore e a sinistra un corno pieno di polvere da sparo appeso ad una bandoliera; nella mano sinistra stringe il suo inseparabile fucile, mentre in testa calca un berretto di pelle di tasso o di procione, con relativa lunga coda. Ma il vero Davy Crockett non indossò mai questo equipaggiamento folkloristico, invenzione di un attore che a teatro ne raccontava le gesta leggendarie.
Davy Crockett venne rappresentato in questo modo addirittura da Disney in persona, il quale scelse la sua immagine come icona di "Frontierland".

### Letteratura americana
Davy Crockett è stato per i suoi contemporanei americani una leggenda. Dopo la sua morte divenne anche un personaggio al quale si sono ispirati per le loro opere autori di ogni genere.
Non ebbe una vera e propria educazione: come detto in precedenza, non seppe leggere né scrivere fino alla età di diciotto anni; tuttavia dopo essere stato eletto deputato al Congresso degli Stati Uniti scrisse la propria Autobiografia, considerata uno dei classici della nascente letteratura americana e c'è chi la considera uno dei cento capolavori più importanti di tutta la storia americana: scrive C. Gorlier, « l'Autobiografia costituisce uno dei primi esempi di narrativa al di fuori degli schemi tradizionali di impronta inglese,…».
La scrittrice danese Karen Brunés (1893-1977), con lo pseudonimo Tom Hill, ha pubblicato diversi romanzi popolari sulla figura di Davy Crockett. In Italia i suoi romanzi sono stati pubblicati dalla Fabbri Editori:
- Davy Crockett
- Davy Crockett a Baltimora
- Davy Crockett al Congresso
- Davy Crockett al lavoro
- Davy Crockett e Falco Bianco
- Davy Crockett e i Kennedy
- Davy Crockett e i predoni del fiume
- Davy Crockett e il pellirossa
- Davy Crockett in Alabama
- Davy Crockett in guerra contro i Creek
- Davy Crockett in Tennessee

### Film
Su Davy Crockett sono stati girati vari film che hanno esaltato la visione epica e romanticamente popolare - al di là del reale spessore storico - di questo personaggio della nascente nazione americana:
- Sotto l'unghia dei tiranni (Martyrs of the Alamo), regia di Christy Cabanne (1915), film muto con Allan Sears nel ruolo di Davy Crockett;
- Le avventure di Davy Crockett (Davy Crockett, King of the Wild Frontier), del 1955, regia di Norman Foster, versione condensata di tre episodi girato inizialmente per la televisione, con Fess Parker nel ruolo di Crockett;
- Alamo (The Last Command), del 1955, regia di Frank Lloyd, con Arthur Hunnicutt nel ruolo di Crockett;
- Davy Crockett e i pirati (Davy Crockett and the River Pirates), del 1956, regia di Norman Foster;
- La battaglia di Alamo (The Alamo), del 1960, diretto e interpretato da John Wayne (nella parte di Crockett);
- Alamo - Gli ultimi eroi (The Alamo), del 2004, regia di John Lee Hancock, con Billy Bob Thornton nella parte di Crockett.

### Videogiochi
- La figura di Davy Crockett è stata di ispirazione per la Rockstar nella creazione del personaggio storico fittizio di Josiah Blackwater, pioniere e avventuriero che fondò la città di Blackwater, uno dei principali insediamenti dei videogiochi Red Dead Redemption e Red Dead Redemption 2. La storia di Josiah Blackwater può essere ascoltata nel cinematografo della città di Valentine, e a grandi linee ripercorre alcuni aspetti della vita di Davy Crockett, anche se in toni parodistici.